# Leigh Lake
Der Leigh Lake ist ein 4,17 km² großer See im Grand-Teton-Nationalpark im Westen des US-Bundesstaates Wyoming. 

## Lage
Der durch Gletscher geformte See hat eine Längsausdehnung in Nord-Süd-Richtung von 3,1 km sowie in Ost-West-Richtung von 2,9 km. Der Leigh Lake liegt auf einer Höhe von 2097 m. Der See befindet sich südöstlich des Mount Moran am Fuße der Teton Range und bildet das untere Ende sowohl des Paintbrush Canyons als auch des Leigh Canyons. Der See kann über den „Leigh Lake Trail“ erreicht werden, der nördlich des Jenny Lake startet und dem östlichen Ufer des String Lake auf einer Strecke von 1,6 km folgt. Die „Leigh Lake Ranger Patrol Cabin“ befindet sich am nordöstlichen Ufer des Sees und ist im National Register of Historic Places eingetragen. Benannt wurde der See von Ferdinand Hayden während seiner Expedition im Jahr 1872 nach Richard „Beaver Dick“ Leigh, einem Bergführer der Expedition.

## Bilder

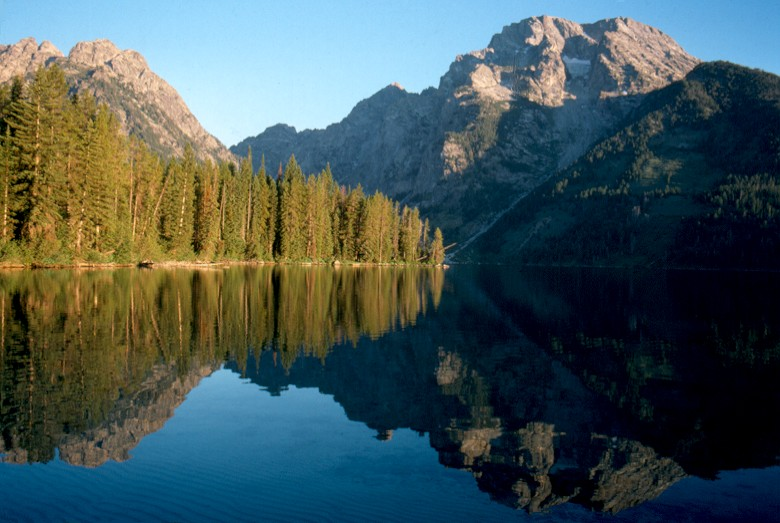
Leigh Lake mit Mount Moran im Hintergrund
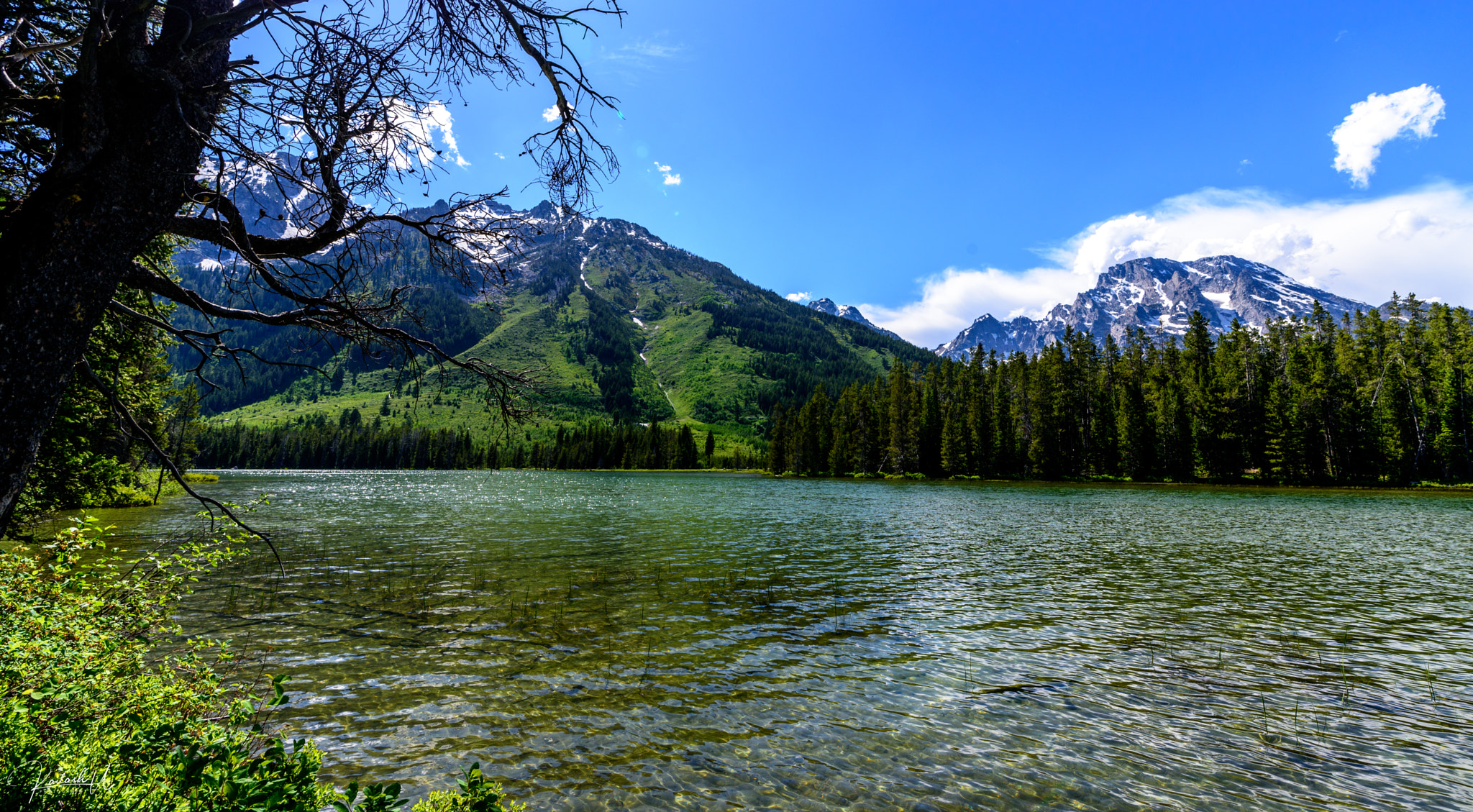